# Megaselia tinteri
Megaselia tinteri är en tvåvingeart som beskrevs av Ronald Henry Lambert Disney 1998. Megaselia tinteri ingår i släktet Megaselia och familjen puckelflugor. Inga underarter finns listade i Catalogue of Life.